# واینو کوکینن
واینو کوکینن (انگلیسی: Väinö Kokkinen؛ ۲۵ نوامبر ۱۸۹۹ – ۲۷ اوت ۱۹۶۷ (aged 67)) کشتی‌گیر اهل فنلاند بود.
وی در مسابقات کشوری و بین‌المللی در مجموع برندهٔ ۳ مدال طلا، ۴ مدال نقره شده‌است.